# Bođani kloster

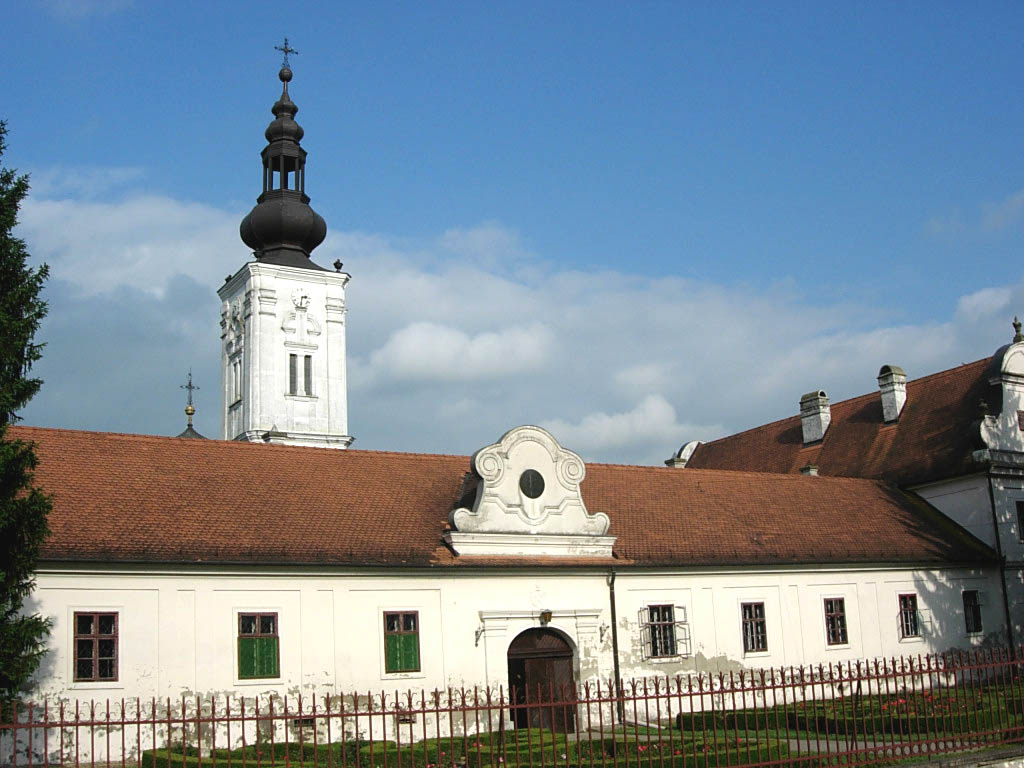
Bođani

Bođani kloster (serbiska: Манастир Бођани / Manastir Bođani) är ett serbisk-ortodoxt kloster i Bačkaregionen, i den norra serbiska provinsen Vojvodina. Klostret ligger nära byn Bođani, i kommunen Bač. Bland de få serbisk-ortodoxa klostren i Bačka är Bođani det äldsta. År 1990 förklarades klostret som ett monument av särskild kulturell betydelse.

## Historik
Klostret grundades 1478. Enligt myten reste Bogdan, en köpman från Dalmatien, i området när han blev blind. I närheten av Donau stannade han, tvättade ögonen vid den närliggande källan och synen återvände. Som en tacksamhet byggde han ett kloster och tillägnade det till presentationen av den heliga jungfru Maria. Med tiden fick klostret sitt namn efter honom (Bogdan - Bođani).
Kyrkan har rivits och byggts om flera gånger. Den skadades i krig, brändes i bränder och översvämmades under de stora översvämningarna av Donau, som i slutet av 1700-talet eller 1920-talet, när kyrkan översvämmades av vatten upp till 1,5 m högt. Den befintliga kyrkan byggdes 1722. Efter den senaste större ombyggnaden installerades en glasskiva framför altaret, så att arkeologiska lämningar från de tidigare kyrkorna kan beskådas.
Under en kort period under första hälften av 1990-talet blev Bođani ett kvinnligt kloster.

## Karakteristik
Klosterkomplexet består av kyrkan för presentationen av den heliga jungfru Maria, Konaks som omger kyrkan från tre sidor formad som en kyrillisk bokstav "П", en trädgård och en gård med hjälpföremål.
Kyrkan är byggd i barockstil. Det är känt för sina fresker, verk av Hristofor Žefarović, en översättare av Leonardo da Vincis Avhandling om målning på grekiska språket, som målade dem på 1730-talet. De täcker över 600 m2 yta. Istället för att arbeta med den våta putsen, som är en av freskernas huvudegenskaper, använde Žefarović oljefärgen på torr puts. Presentationen av de bibliska temana är också ovanlig och skiljer sig från de vanliga. Han gav sin tolkning, som var motsatt till de kanoniska versionerna, så vissa betraktar hans verk som gnistan i den moderna serbiska målningen. De halvcirkelformade stödpelarna är målade med motiv från Första Moseboken, medan fresker i taket skildrar strider mellan helgonen och demonerna, som har konstiga, djurliknande huvuden. Sankta Margareta Jungfrun, på serbiska kallad Ognjena Marija ("Fiery Mary"), visas bearbeta den djurliknande, bevingade och stjärtade demonen med en hammare.
Ikonostas är ett fantastiskt eget konstverk. Den gjordes i mitten av 1700-talet av en hantverkare från Kiev.
Bođani-klostret förklarades som kulturmonument av exceptionell betydelse  1990, och det skyddas av Republiken Serbien.
Klosterträdgården är populär bland lokalbefolkningen och besökare. Den har över 150 olika växter från alla delar av världen, som egyptisk ceder eller många växter från Amerika. Ett projekt med att plantera sequoiaträden misslyckades dock på grund av klimatet.